# Max Bauböck
Max Bauböck (* 9. April 1897 in Ried im Innkreis; † 22. Februar 1971 ebenda) war ein österreichischer Gymnasialdirektor und Historiker, Archivar und Heimatforscher in Ried im Innkreis.

## Leben und Wirken
Nach Ablegung der Matura und Kriegsdienst studierte er an der Universität Wien und legte 1923 die Lehrbefähigungsprüfung für Mittelschulen für Deutsch, Geschichte und Geographie ab. Weitere Vorlesungen besuchte er in Kunstgeschichte und Musik, wo er die Grundlagen für seine spätere Mitwirkung als Geiger, Chormitglied und Musikkritiker erlernte.
Seine berufliche Tätigkeit begann als Angestellter der Bundeskrankenkasse in Wien, bis er 1929 an das Gymnasium in seiner Heimatstadt Ried berufen wurde. Dort wurde er 1952 zunächst provisorischer und ab 1961 definitiver Direktor und leitete zusätzlich von 1954 bis 1960 auch die Expositur vom neugegründeten Bundesgymnasium und Bundesrealgymnasium Braunau am Inn und trat 1963 als Hofrat in den Ruhestand.
Seine außerschulischen Aktivitäten begannen 1930 als Kustos des Musealvereins Ried und wurde später Obmann des Vereins. Von 1938 bis 1942 leitete er die Rieder Stadtbücherei und 1942 wurde ihm die Leitung des Innviertler Volkskundehauses übertragen. von 1946 an war er zunächst Sekretär, später Vorsitzender und Ehrenvorsitzender der Innviertler Künstlergilde und redigierte nach dem Tod von Karl Hosaeus auch die Jahrbücher der Künstlervereinigung.
Als Lokalpolitiker war er Kulturreferent der Stadt Ried und er erwarb sich Verdienste in der Stelzhamer-Forschung, nachdem er sich bereits 1930 in seiner Dissertation mit der Innviertler Mundart in Stelzhamers Schriften beschäftigt hatte.

## Schriften (Auswahl)
Die Bibliographie Max Bauböcks enthält zahlreiche heimatkundliche Schriften, die in verschiedenen Publikationen abgedruckt wurden:
„Jahrbücher der Innviertler Künstlergilde“
- Die Bildhauer der Innviertler Künstlergilde, 1964, S. 12–31 (mit Werkabbildungen)
- Thomas Schwanthaler als Zeichner, 1964, S. 33–35
- Rieder Maler von einst und jetzt, 1968, S. 5–32
- 50 Jahre Innviertler Künstlergilde (für 1971 und 1972 ergänzt von Franz Engl), Jubiläumsjahrbuch 1973, S. 7–11

„Jahresbericht des Bundesgymnasiums und Bundesrealgymnasiums Ried im Innkreis“
- Zwei Kapitel aus der Geschichte der Leinenweberei in Ried (1959), S. 3–17
- Eine Braunauer Mautordnung aus dem 16. Jahrhundert (1960), S. 3–20
- Richard Billinger zum 70. Geburtstag (1960), S. 52–53
- Die Anfänge der Kränzl-Druckerei in Ried (1961), S. 2–36
- Ferdinand Georg Waldmüllers Mutter – eine Riederin (1962), S. 3–8
- Der Musikalienverlag Josef Kränzl in Ried (1963), S. 3–14
- Stammbaum der Schwanthaler (1964), S. 3–18
- Rieder Bildhauer-Verträge vor 300 Jahren (1965), S. 3–17

„Neue Warte am Inn“
- Braunauer Episoden aus dem Leben Franz Stelzhamers (1949), Nr. 28
- Bairische Mundart diesseits und jenseits des Inn (1960), Nr. 30
- Die Wiedergewinnung des Innviertels 1816 (1966), Nr. 17 und 18

„Die Heimat“
- Ein Bronzezeit-Fund in Mehrnbach, Lappenaxt der Hallstattstufe A (1960), Heft 8
- Stille Nacht und Ried (1968), Heft 108
- Pfarrer Johann Veichtlbauer – Gründer des Rieder Volkskundehauses (1969), Heft 118
- Die Rieder Kartenmaler (1969), Heft 112
- Alte Rieder Faschingszeitungen (1971), Heft 134
- Familienchronik und Zeitgeschichte. Aus den Aufzeichnungen der alten Handwerkerfamilie Seidenbusch (1971), Hefte 137, 138 und 139
- Franz Stelzhamer in Ried (1974), Hefte 175 und 176

Festschrift des 18. Sängerbundfestes 1970, Linz 1970
- Das VI. Oberösterreichisch-Salzburgische Sängerbundfest 1886 in Ried, S. 11–14
- Eduard Zöhrer – der erste Stelzhamer-Vertoner, S. 55–64
- Stelzhamer in Ried, S. 65–73
- Anton Bruckner und der Rieder Musikverleger Josef Kränzl, S. 74–78

Sonstige
- Hugo von Preen und die Anfänge der Innviertler Heimatbewegung. In: „Oberösterreich - Landschaft, Kultur ...“, Jg. 16 (1966), Heft 1/2, S. 6–12
- Ried im Innkreis. Führer durch Stadt und Umgebung, Fremdenverkehrsverband Ried (Hrsg.), Ried 1969 (47 Seiten, 2 Karten)
- Briefe des Malers Anton Cölestin Giobbe. In: Kunstjahrbuch der Stadt Linz, 1971, S. 46–49
- Mit Albrecht Etz: Ein Lebensbild Franz Stelzhamers. In: Oberösterreichische Heimatblätter. Jahrgang 28, Linz 1974, Heft 1/2, S. 3–35 (ooegeschichte.at [PDF]).

## Auszeichnungen
- Stelzhamer-Plakette des Landes Oberösterreich (1952)
- Ehrenring der Stadt Ried (1968)